# Guilberville

Guilberville este o comună în departamentul Manche, Franța. În 1 ianuarie 2018 avea o populație de 1.219 de locuitori.